# Sādāt Fāz̧el-e Yek
Sādāt Fāz̧el-e Yek (persiska: سادات فاضل یک, Beyt-e Jāsem, Sādāt Fāz̧el-e 1, بیت جاسم, سادات فاضل ١) är en ort i Iran.   Den ligger i provinsen Khuzestan, i den centrala delen av landet, 500 km sydväst om huvudstaden Teheran. Sādāt Fāz̧el-e Yek ligger 33 meter över havet och antalet invånare är 674.
Terrängen runt Sādāt Fāz̧el-e Yek är mycket platt. Runt Sādāt Fāz̧el-e Yek är det ganska tätbefolkat, med 144 invånare per kvadratkilometer. Närmaste större samhälle är Kāz̧em Ḩamd, 14,8 km väster om Sādāt Fāz̧el-e Yek. Trakten runt Sādāt Fāz̧el-e Yek består till största delen av jordbruksmark.